# Pselaphochernes indicus
Pselaphochernes indicus är en spindeldjursart som beskrevs av Beier 1974. Pselaphochernes indicus ingår i släktet Pselaphochernes och familjen blindklokrypare. Inga underarter finns listade i Catalogue of Life.